# 笃庆堂
笃庆堂，位于中国广东省梅州市丰顺县东留镇口埔村，为梅州市丰顺县的一个县级文物保护单位，类型为古建筑，公布时间为1988年1月。
笃庆堂的历史年代为清代。1988年1月，丰顺县人民政府认定其为丰顺县文物保护单位。